# Karin Feddersen
Karin Feddersen (* 22. April 1942 in Stuttgart) ist ein ehemaliges Fotomodell und  Schauspielerin.

## Leben und Wirken
Karin Feddersen hatte sich Mitte der 1960er Jahre einen Namen als Fotomodell gemacht und bereits einige Illustrierten-Cover geschmückt, als man sie für die unkonventionelle Gesellschaftssatire Wilder Reiter GmbH erstmals vor eine Kinokamera holte. Fortan wurde die hochgewachsene Blondine bis in die frühen 1970er Jahre hinein in allerlei zweitklassigen Filmen besetzt und regelmäßig mit Parts als attraktiver Blickfang besetzt. Ein winziger Hollywoodfilm-Auftritt an der Seite von Dean Martin und Senta Berger 1967 sowie filmische Abstecher nach Italien und in die Niederlande blieben gleichfalls ohne nachhaltige Folgen.
Bereits zu Beginn der 1970er Jahre war Karin Feddersen wieder aus dem Filmgeschäft weitgehend verschwunden. In diesem Jahrzehnt arbeitete sie erneut regelmäßig als Model und sorgte als Glamourgirl der Münchner Society für jede Menge Schlagzeilen in den Boulevardmedien. Im Oktober 1973 sah man sie in der britischen Ausgabe der Vogue und im August 1976 in der deutschen Ausgabe des Playboy. Im Januar 1981 zierte sie das Cover des Herrenmagazins Lui (deutsche Ausgabe). Um als Model jenseits der 30 auch weiterhin in der Modelbranche arbeiten zu können, unterzog sie sich allerlei Schönheitsoperationen, wie 1976 der Spiegel in seiner Ausgabe Nr. 39 auf Seite 242 zu berichten wusste.
Zu dieser Zeit machte Karin Feddersen vor allem mit ihrem Privatleben von sich reden. Zum Jahresbeginn 1978 hatte sie am Strand von Acapulco den Schweizer Bankier Giovanni Mahler geheiratet, ein Jahr darauf, am 24. Januar 1979, sorgte die 36-Jährige mit einem Sprung aus dem vierten Stock ihrer Münchner Wohnung für Schlagzeilen. Während die Presse einen Suizidversuch vermutete, gab Feddersen an, an diesem Tag hohes Fieber und obendrein Liebeskummer gehabt zu haben. 1982 ließ sich Karin Feddersen von ihrem Ehemann wieder scheiden. Neben diesen privaten Problemen kamen überdies immer häufiger Geldsorgen hinzu. Der mit ihr und dem Kolumnisten Michael Graeter gut bekannte Gunter Sachs soll Feddersen, mittlerweile ein „Sozialfall erster Güte“ (so Michael Graeter), mehrfach finanziell unter die Arme gegriffen haben. Mit der Eröffnung eines Aerobic-Studios 1983 war ihr gleichfalls kein Glück beschieden.
Im neuen Jahrtausend hörte man kaum mehr etwas von Karin Feddersen, der Berliner Kurier nannte sie in einem Artikel (Das verlorene Leben der Karin F.) vom 5. Juni 2011 eine mittlerweile „verwirrte Frau“.

## Filmografie
- 1966: Wilder Reiter GmbH
- 1967: Wenn Killer auf der Lauer liegen (The Ambushers)
- 1967: Der Sarg bleibt heute zu (Chinos y minifaldas)
- 1967: Wenn Killer auf der Lauer liegen (The Ambushers)
- 1968: I racconti di maresciallo (Serie, Folge: I bei denti del sciur Dino)
- 1969: De blanke Slavin
- 1988: Ein Fall für zwei (Episode: Die Akte Kramm)
- 1989: Die Pyramide (als Showgast einer Ausgabe)
- 1991: Forsthaus Falkenau (Episode: Eine Entscheidung)